# Front populaire (Tunisie)
Pour les articles homonymes, voir Front populaire.

Logo jusqu'en 2019.

Le Front populaire (arabe : الجبهة الشعبية), anciennement Front populaire pour la réalisation des objectifs de la révolution (الجبهة الشعبية لتحقيق أهداف الثورة) est une coalition politique tunisienne regroupant à l'origine douze partis politiques et associations de gauche, nationalistes et écologistes, ainsi que de nombreux intellectuels indépendants, et fondée le 7 octobre 2012 ; son porte-parole est alors Hamma Hammami. En 2019, le Front populaire devient un parti politique.

## Histoire
Après la révolution tunisienne de 2011 qui aboutit au départ du président Zine el-Abidine Ben Ali et à l'élection d'une assemblée constituante qui porte les islamistes d'Ennahdha et leurs alliés au pouvoir (troïka), le paysage politique de la Tunisie se transforme : Béji Caïd Essebsi, ancien Premier ministre du deuxième gouvernement de transition, fonde le parti Nidaa Tounes, qui rassemble des représentants de la bourgeoisie, des hauts cadres et des personnalités du Rassemblement constitutionnel démocratique (RCD) de Ben Ali, dissous après la révolution. Ce nouveau parti, considéré par certains comme le recyclage du RCD, arrive à trouver des alliés auprès de certains partis centristes et de droite, pour la plupart issus de l'éclatement de l'ancien régime et à attirer la sympathie de près de 20 % des Tunisiens selon de premiers sondages, juste derrière Ennahdha, au nom de la logique « Tout sauf les islamistes ».
Ces faits donnent au paysage politique une réalité bipolaire que les partis de gauche tentent de briser en créant le Front populaire afin de donner aux Tunisiens un choix autre que les islamistes au pouvoir ou Nidaa Tounes et ses alliés, allant davantage dans le sens des revendications sociales de la révolution.
Le Front populaire se compose de douze partis qui conservent leur autonomie, ainsi que de plusieurs associations de gauche, issus de mouvances diverses : marxistes, écologistes, nationalistes arabes et sociaux-démocrates. Sa ligne politique est « la réalisation des objectifs de la révolution » : la justice sociale, la justice transitionnelle, la défense des libertés et l'instauration d'un État démocratique.
Le Front populaire devient la troisième force politique de Tunisie à l'issue des élections législatives de 2014, obtenant quinze députés à l'Assemblée des représentants du peuple. Son candidat à la présidentielle, Hamma Hammami, obtient un score de 7 %, se plaçant en troisième position derrière Moncef Marzouki et Béji Caïd Essebsi, malgré la pression du « vote utile » anti-islamiste qui avait poussé une partie de la gauche vers Caïd Essebsi.
En 2019, le Front populaire éclate en raison notamment de désaccords stratégiques, les uns étant favorables à un éventuel rapprochement avec Nidaa Tounes pour faire face au parti islamiste Ennahdha, les autres percevant ces deux partis comme étant avant tout néolibéraux et les renvoyant dos à dos. En outre, au nom de la realpolitik et du pragmatisme, une partie des dirigeants souhaite s'adapter aux pressions économiques qui pèsent sur le pays et négocier le controversé Accord de libre-échange complet et approfondi (Aleca) avec l'Union européenne, tandis que d'autres, dont Hamma Hammami, défendent la fidélité aux impératifs sociaux et aux valeurs de la gauche traditionnelle et s'opposent frontalement à l'Aleca.

### Assassinat de Chokri Belaïd

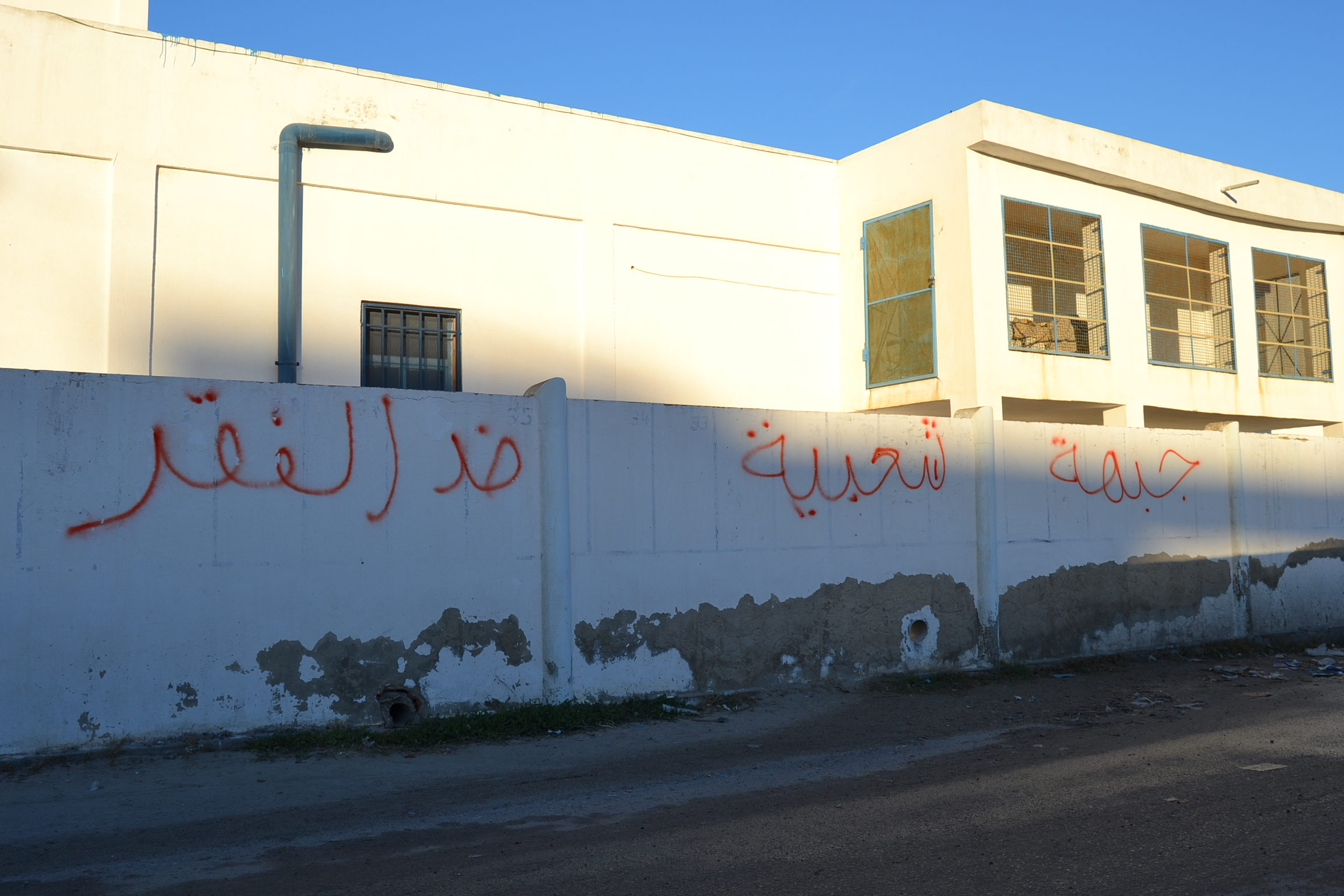
Graffiti sur un mur : « Front populaire contre la misère »

Au matin du 6 février 2013, l'un des leaders du Front populaire et secrétaire général du Parti unifié des patriotes démocrates, Chokri Belaïd, est assassiné par balle devant chez lui. La famille et les proches du défunt ainsi qu'une partie des intellectuels et du peuple accusent Ennahdha, le parti au pouvoir, d'être derrière cet assassinat,.
Le pays est très vite envahi par des réactions d'indignations, des manifestations et des violences visant Ennahdha. Le ministère de l'Intérieur dénombre près de 40 000 personnes ayant assisté aux funérailles de l'opposant alors que le pays observe une grève générale à l'appel de plusieurs partis et de l'Union générale tunisienne du travail ; les médias font état de près d'un million et demi de personnes dans les rues. Le gouvernement Jebali fini par démissionner le 16 février.

### Assassinat de Mohamed Brahmi
Le 25 juillet 2013, un deuxième leader du Front populaire, Mohamed Brahmi, membre de l'assemblée constituante, est assassiné sous les yeux de membres de sa famille avec un mode opératoire qui rappelle celui de l'assassinat de Belaïd. Le lien entre les deux meurtres est plus tard confirmé par les autorités.
L'implication du parti au pouvoir est à nouveau envisagée, le chef du gouvernement Ali Larayedh ayant concédé que la CIA avait averti ses services onze jours auparavant de l'existence d'un projet d'assassinat contre la personne de Brahmi et authentifié le document divulgué, ce qui cause un scandale,.

### Assassinat de Mohamed Belmufti
Le 26 juillet 2013, lors d'une manifestation organisée à Gafsa en hommage à Brahmi, Mohamed Belmufti, militant du Front populaire et ancienne tête de liste d'Afek Tounes, est tué par un tir de bombe lacrymogène reçu à la tête.
Al Moutawasset, l'une des chaînes de propagande télévisuelle d'Ennahdha, déforme l'information en prétendant que Belmufti est un membre de la Ligue de protection de la révolution, milice islamiste favorable au pouvoir, et qu'il a été tué par l'opposition.

### Élections de 2014
Hamma Hammami présente sa candidature à l'élection présidentielle de 2014,. À l'issue du premier tour, il termine troisième avec 7,82 % des voix. Lors des élections législatives, la coalition obtient quinze sièges.

### Scission et transformation en parti
Le 13 juin 2019, neuf députés quittent la coalition du Front populaire, et donc son bloc parlementaire, qui disparaît. Le 1er juillet, ces neuf députés forment un groupe parlementaire portant le même nom.
Le 22 juillet, un nouveau parti, dénommé Front populaire, est fondé et dirigé par Safa Dhaouadi. Hamma Hammami accuse alors le gouvernement de chercher à détruire la coalition en ayant permis l'enregistrement du parti.
L'ancienne coalition Front populaire change de nom et devient « Le Front » au lieu de « Le Front populaire ». La coalition n'obtient cependant aucun siège lors des élections législatives de 2019, au contraire du Front populaire.
Pour l'élection présidentielle, Mongi Rahoui est dès lors le candidat du Front populaire et obtient 0,81 % des voix, alors que Hammami est le candidat de la coalition Le Front et obtient 0,69 % des voix,.

## Partis membres de la coalition

### Courant marxiste-léniniste
- Parti des travailleurs de Hamma Hammami
- Parti unifié des patriotes démocrates de Zied Lakhdhar
- Ligue de la gauche ouvrière de Nizar Amami
- Parti patriote socialiste révolutionnaire (Watad) de Jamel Lazhar
- Parti de la lutte progressiste de Mohamed Lassoued

Seuls les trois premiers sont encore actifs au sein du Front populaire.

### Autres courants
- Al Qotb de Riadh Ben Fadhel[30], centre gauche
- Front populaire unioniste d'Amor Mejri, panarabe marxiste
- Mouvement Baath d'Othmen Bel Haj Amor, nationaliste arabe baasiste
- Parti populaire pour la liberté et le progrès de Jelloul Azzouna, socialiste
- Parti d'avant-garde arabe démocratique de Kheireddine Souabni et Ahmed Seddik, nationaliste arabe baasiste
- Courant populaire de Mohamed Brahmi, actuellement présidé par Zouhair Hamdi et Mbarka Aouania (veuve de Brahmi) comme présidente d'honneur, nationaliste arabe nassérien
- Mouvement des démocrates socialistes, courant d'Ahmed Khaskhoussi
- Mouvement du peuple de Zouhair Maghzaoui, nationaliste arabe nassérien
- Tunisie verte d'Abdelkader Zitouni, écologiste, retrait le 16 mai 2014[31]

Les trois derniers partis se sont retirés du Front populaire, lequel s'est renforcé par l'arrivée de certains indépendants dont quatre sont têtes de listes pour les élections législatives de 2014. Le choix des têtes de liste, qui a donné lieu à de longues tractations en vue de satisfaire les différentes composantes et éviter l'implosion du Front populaire, a donné la répartition suivante :
- Parti des travailleurs : 7
- Parti unifié des patriotes démocrates : 6
- Mouvement Baath : 4
- Courant populaire : 4
- Indépendants : 4
- Al Qotb : 3
- Ligue de la gauche ouvrière : 2
- Parti populaire pour la liberté et le progrès : 2
- Parti d'avant-garde arabe démocratique : 1

## Résultats électoraux

### Élections législatives
| Année | Voix    | %      | Rang | Sièges   | Gouvernements |
| ----- | ------- | ------ | ---- | -------- | ------------- |
| 2014  | 124 654 | 3,66 % | 4e   | 15 / 217 | Opposition    |
| 2019  | 32 365  | 1,12   | 16e  | 1 / 217  | Opposition    |

### Élections présidentielles
| Année | Candidat      | Voix    | %    | Résultat |
| ----- | ------------- | ------- | ---- | -------- |
| 2014  | Hamma Hammami | 255 529 | 7,82 | 3e       |
| 2019  | Mongi Rahoui  | 27 346  | 0,81 | 13e      |

### Élections municipales
| Année | Voix   | Rang | Conseillers | %    | Maires  | %    |
| ----- | ------ | ---- | ----------- | ---- | ------- | ---- |
| 2018  | 71 551 | 4e   | 261 / 7212  | 3,95 | 8 / 350 | 3,60 |

## Groupe parlementaire
- Bloc Front populaire (2014-2019)
- Bloc démocrate (2019-2020)